# Ваш шлагер сезоне
Ваш шлагер сезоне је најпознатији босанскохерцеговачки фестивал забавне музике који се одржавао у Сарајеву од друге половине 1960-их до 1999. године.

## Почеци
Први фестивал „Ваш шлагер сезоне“ (ВШС) одржан је 6. априла (Дан ослобођења Сарајева) 1967. године у сали „Ђуро Ђаковић“, данашњег Босанског културног центра. Првобитни творац фестивала био је продуцент забавне музике и композитор Есад Арнауталић, а иницијатор Телевизија Сарајево. Како Телевизија Сарајево тада још није имала своје камере и репортерска возила, такмичарски програм је сниман филмском камером, а редитељ Мухамед Мехмедовић је траке однео у Загреб на монтажу, како би снимак био емитован за неколико дана касније из загребачког телевизијског студија.
Победник првог Шлагера сезоне 1967. био је тада осамнаестогодишњи Кемал Монтено са песмом „Лидија“ на текст песника и новинара Решада Хадровића. Наредне, 1968. године филмском камером је снимљен "Ваш шлагер сезоне", а тек наредне године Телевизија Сарајево први пут самостално и са својом опремом реализује свој фестивал. Након отварања Дворане Скендерија, коју је свечано отворио председник Јосип Броз Тито 29. новембра 1969. године, фестивал је почео да се редовно одржава у том простору, а током 1970- их доживео је своје златне године.

## Фестивалско пролеће
Током двадесетак година (до касних осамдесетих) „издао” је низ хитова и био позорница на којој су заблистале највеће звезде домаће естраде: Кемал Монтено, Здравко Чолић, Сеид Мемић Вајта, Даворин Поповић, “ Индекси “, „ Амбасадори “, Јадранка Стојаковић, Исмета Крвавац, Фадил Тоскић, Бисера Велетанлић, Алма Екмечић, Неда Украден, Арсен Дедић, Габи Новак, Оливер Драгојевић, Тереза Кесовија и други.
На Шлагеру сезоне представљене су најактуелније песме тог пролећа. Из данашње перспективе, то је занимљива мешавина домаћих урбаних хитова са поетским текстовима и шансонама интимнијег карактера. Фестивал се одржавао крајем зиме или почетком пролећа, углавном у исто време када и Сан Ремо и Опатија .
Имао је све оно што краси фестивал лаких нота: аплаузе и звиждуке публике, награде, мућке, лажни гламур, колегијалне трачеве, сценографске експерименте и штуцање, а пре свега занимљиве песме са квалитетним домаћим извођачима из целе бивше Југославије . Од 1967. године одржан је 21 пут (од 1967. до 1983. и 1987. и 1988.) и два пута у независној Босни и Херцеговини (1994. и 1999. године). Последњи Шлагер сезоне 1999. био је и национални избор песме која представља Босну и Херцеговину на Евровизији. Организатори овог фестивала волели су да експериментишу, па су 1980. године, када се председник Тито борио за живот, организовали ВШС за кућну атмосферу, пред малим екранима, а не пред публиком.

## Фестивалске године
Ваша шлагер сезоне дала је преко стотину песама, од којих је двадесет ушло у златну песмарицу евергрин домаћих фестивалских хитова.

### 1967. године
- Кемал Монтено - Лидија, Златна лира - победничка песма
- Неда Украден - Игра без краја, награда за најбољег дебитанта
- Ахмет Таиб - Тикет твист
- Бошко Оробовић - Мирно љето
- Ведо Хамшић - Кад би хтјела да ме волиш
- Драган Стојнић - Не вјеруј / Игра живота
- Дубравка Примужак - За један осмијех твој
- Един Пандур - Позајмица
- Жељко Сарић - Порука
- Зоран Видовић - Нитко је не памти
- Индекси - Око малих ствари свађамо се ми / Зашто је празан читав свијет
- Кемал Монтено - Туго моја мала
- Миралем Крушкић - Ништа без љубави / Споредна улица / Нисам ти значио ништа
- Сабахудин Курт - Пољуби ме њежно / Успомена / Крај једног љета
- Сабина Варешановић - Свеједно кад / Нисам мала, драги мој
- Селма Колудер - Зелена долина

### 1968. године
- Ана Штефок - Наш дан је умро, Златна лира - победничка песма
- Жарко Данчуо - Мој професор, прва награда стручног жирија
- Аленка Пинтерич - Не, не иди
- Арсен Дедић - Долази дан твог вјенчања
- Бојан Кодрич - Сјећање
- Бошко Оробовић - Посљедњи пут
- Ведо Хамшић - Не остављај ме
- ВИС Чичак - Аријана / Хипи Том
- Драган Стојнић - Има у мени нешто циганско
- Дубровачки трубадури - Моја дјевојка је обична
- Зафир Хаџиманов - Нешто ће остати
- Звонко Шпишић - Црвено лишће
- Златко Голубовић - Момачко вече
- Златни акорди (вокал Јосипа Лисац) - Хало, такси
- Зоран Видовић - Тај дан доћи мора
- Индекси – Пустињак
- Кемал Монтено - Из споменара за Убавку
- Кемал Монтено и Сабина Варешановић - Вољети, то треба знати
- Ладо Лесковар - Из једног дневника
- Мајда Сепе - Кућа на брду
- Нена Ивошевић - Пусти ме да одем
- Сенка Велетанлић - Знам да ћу га срести
- Славе Димитров - Вечерња молитва
- Џентлмени - Не, не желим те више

### 1969. године
- Мишо Ковач - Нећеш се више враћати, Златна лира - победничка песма
- Зденка Вучковић & Индекси - Љубав ми дај, друга награда публике
- Азра Халиловић - Шапутање
- Аленка Пинтерич - Бар мало љубави ми дај
- Ана Штефок - Реци ми
- Беле вране - Дај да се учини нешто / Годишњица
- Бисерка Спевец - Нећу више оне дане
- Бојан Кодрич - Црвено свјетло
- Бошко Оробовић - Сезоне
- ВИС Чичак - Даљине мој су дом
- Вишња Корбар - Хиљаде година
- Вјекослав Јутт - Нећу те никада заборавити
- Ђорђе Марјановић - Јесењи валцер / Игра је завршена
- Жарко Данчуо - Моја ... твоја
- Хамдија Чустовић - Слатка Лучика / Туга
- Индекси - Свијет за себе / Најљепше ствари
- Јосипа Лисац - Сјети се стабла
- Кемал Монтено - Име
- Кемал Монтено и Сабина Варешановић - Све се креће око тебе
- Квартет 4М - Једнога дана, драга, схватит ћеш / Устао сам на лијеву ногу
- Љупка Димитровска - Свакога дана, сваке ноћи
- Миралем Крушкић - Љубав, ја и ти
- Неда Украден - Кише
- Про арте - Куће су остале празне
- Сабахудин Курт - Ти знаш / Сваки твој дан
- Сабина Варешановић - Мој драги
- Стјепан Џими Станић - Данијел
- Татјана Грос - Вријеме ће показати
- Тихомир Петровић - То бјеше крај наше љубави

### 1970. године
- Арсен Дедић - Све је била музика, Златна лира - победничка песма
- Златко Голубовић - Преко седам мора, трећа награда публике
- Аница Зубовић - Из дневника једне жене, Златни микрофон за интерпретацију
- Аленка Пинтерич - Не плачи сад кад знаш
- Беле вране - Круг твој до круга мог
- Бисера Велетанлић - Још увијек се надам
- Бојан Кодрич - Све што желим
- ВИС Ми - У цара Трајана козје уши
- ВИС Чичак - Кад стане бол
- Далибор Брун - Источни вјетар
- Диме Поповски - Далеко од далечине
- Дубравка Фијала и Никола Борота – Сватко има проблеме
- Ђани Маршан - Овај живот
- Ђорђе Марјановић - Пријатељу мој
- Зоран Видовић - Све је против нас
- Ибрица Јусић - Сунчан дан
- Индекси - Прошли дани
- Исмета Дервоз - Стари и млади
- Јосипа Лисац - Фантазија
- Квартет 4М - Ја не желим да се вратим
- Кићо Слабинац - Увијек исте ствари
- Ладо Лесковар – Доста је игре
- Лео Мартин – Успомене
- Љиљана Петровић – Млади смо
- Миралем Крушкић - Двоје у поноћ
- Мишо Ковач - За твоју љубав све бих дао
- Неда Украден - Ништа више нећу рећи
- Про арте - Како да ти кажем
- Радојка Шверко - Истина је моје право
- Сабахудин Курт - На старом мјесту
- Сабина Варешановић - Питаће старост гдје је била младост
- Сенка Велетанлић - У срцу мом можеш скрити све
- Стјепан Џими Станић - Мала Џуди
- Тихомир Петровић - Франсоаз

### 1971. године
- Драган Антић - Зашто да не узмем њу, Златна лира - победничка песма
- Индекси - Да ли постоји љубав, друга награда публике
- Лео Мартин - Плава обала, Златни микрофон за интерпретацију
- Амбасадори (вокал Здравко Чолић) – Плачем за твојим уснама
- Аница Зубовић - Игра
- Арсен Дедић - О, младости
- Бисера Велетанлић - Док је наша љубав трајала
- Вјекослав Јутт - Јутро без тебе
- Далибор Брун - Купујем овај век
- Душко Локин - Далеко од љубави
- Ђани Маршан - Оне старе пјесме
- Едвин Флисер - Лажи наместо рож
- Зафир Хаџиманов - Пусти да горио од љубави
- Златко Голубовић - Послије дугих путовања
- Хамдија Чустовић - Камени цвијет
- Ибрица Јусић - Слика
- Ивица Томовић - Ако се вратиш
- Инге Ромац - Музика стара
- Индекси - Да ли постоји љубав (М. Ђајић-Н. Борота)
- Кемал Монтено - Свирај ми о њој
- Кићо Слабинац - Балада о два прстена
- Љиљана Петровић - Обећање у новембру
- Љиљана Петровић Сања - На жалу том
- Мишо Ковач - За мене среће нема
- Невиа Ригуто - Живот мој пролази
- Радмила Караклајић - Зовем те, драга
- Сабахудин Курт - Не
- Сабина Варешановић - Имали смо два дана за љубав
- Сашка Петковска - Доцна е за двајца
- Сенка Велетанлић - Зажели, ја ћу доћи
- Тихомир Петровић - Тулипан

### 1972. године
- Про арте – Немој драга плакати, Златна лира - победничка песма
- Здравко Чолић - Синоћ ниси била ту, трећа награда публике и Златни микрофон за интерпретацију
- Амбасадори (вокал Исмета Дервоз) – Посљедња серенада
- Боба Стефановић - За твоју љубав живим
- Бисера Велетанлић - Прошли дани
- ВИС Јутро (вокал Златко Хоудник) – Остајем теби
- Драган Антић - Доћи ће наши дани
- Душко Локин - Стварност ће бити сан
- Един Пандур - Једног љета
- Ђани Маршан - Ја твоју љубав никад заборавит' нећу
- Ђорђе Марјановић - Та тужна музика
- Ђорђи Перузовић - Данас опет слушао сам пјесму
- Зденка Ковачичек - Једра су моја без тебе тужна
- Зоран Миливојевић - Бегунци љубави
- Хамдија Чустовић - Живим у нади
- Ивица Томовић - Наша ће љубав живјети
- Индекси - Сваки други дан
- Јадранка Стојаковић - Пајацо
- Кемал Монтено - Лаж
- Ладо Лесковар - Није касно за љубав
- Лео Мартин - Јутро
- Лола Новаковић - Знам зашто живим
- Љиљана Петровић - Смири се, срце
- Мики Јевремовић - Ко те љуби ове ноћи
- Нада Милинковић - Нек' се о љубави пјева
- Ото Пестнер - Твоја писма
- Радојка Шверко - Наш свијет
- Сашка Петковска - Сега си туга љубов

### 1973. године
- Индекси – Предај се срце, Златна лира - победничка песма
- Здравко Чолић – Блинг, блинге, блинге, блинг, друга награда публике
- Махир Палош - Спавај цвијете мој, трећа награда публике и награда за најбољег дебитанта на фестивалу
- Лутајућа срца – Јефимија, четврто место и Златна плакета за најуспешнију композицију
- Кемал Монтено – Душо моја, награда за најбољи текст
- Амбасадори (вокал Исмета Дервоз) - Срце те жели
- Бисера Велетанлић - Самоћа
- Боба Стефановић - Без тебе не могу
- Далибор Брун - Музика, љубави моја
- Драган Мијалковски - Не одлази прије јутра
- Дубровачки трубадури - Плакала дјевојка млада
- Ђани Маршан - Жељела је живот други
- Емира Агановић - Прошлог љета
- Зденка Вучковић - Или она или ја
- Зоран Лековић - Немој крити лице
- Ивер - Момак
- Ивица Шерфези - Свирај ми, гитаро
- Јадранка Стојаковић - Постоји неко
- Лео Мартин – Свијет без тебе
- Љиљана Петровић - Све је тужно
- Мајда Сепе - Прекасно
- Мишо Ковач - Не иди, не иди
- Нада Милинковић - Нек' свира музика
- Невија Ригуто - Треба знати кад је крај

### 1974. године
- Здравко Чолић - Зелена си ријека била, Златна лира - победничка песма[3]
- Душко Локин – Још памтим, прва награда публике и друга награда стручног жирија
- Кемал Монтено - Пахуљице моја, трећа награда публике
- Корни група - Куда идеш свијете мој, награда жирија савеза композитора Југославије и Златни микрофон за најбољу интерпретацију
- Јадранка Стојаковић - Живот пише романе, награда за најбољи текст
- Амбасадори (вокал Исмета Дервоз) - Негдје на неком мору
- Бисера Велетанлић – Прозор
- Драган Мијалковски - Опрости, љубави
- Дубровачки трубадури - Луна
- Дует Хуско Скаланић и Зоран Југовић - Немир сна
- Елда Вилер - Живјети
- Индекси - Само су руже знале
- Лутајућа срца - Последње јутро
- Махир Палош - Сама си, а још те волим
- Нада Кнежевић – Твоја, твоја
- Сабина Варешановић - Има нека тајна веза

### 1975. године
- Здравко Чолић – Звао сам је Емили, Златна лира - победничка песма
- Душко Локин - Расплети вијенац љубави, друга награда публике
- Индекси - Волим те, трећа награда публике
- Амбасадори (вокал Исмета Дервоз) – Земљо моја, Златни микрофон за најбољу интерпретацију
- Алма Екмечић – Сватко има своју љубав
- Горан Герин - Живјети од љубави
- Група 777 вокал Ира Краљић - Ко то куца на вратима
- Дитка Хаберл - Какор женска
- Ђани Маршан – Ако желиш, иди
- Елда Вилер - Гдје живиш сада
- Јадранка Стојаковић - Нова нада
- Кемал Монтено - Знам све о теби
- Лео Мартин - Не чекам те
- Махир Палош - Кажи једну ријеч
- Неда Украден - Нови робинзони
- Тереза Кесовија – Сан јулске ноћи

### 1976. године
- Кемал Монтено – Сарајево љубави моја, Златна лира - победничка песма
- Душко Локин - Вјетри шуме, ријечи носе, друга награда публике
- Мики Јевремовић - Дјевојко моја, трећа награда публике
- Алма Екмечић – Несташне ријечи
- Амбасадори (вокал Исмета Дервоз) – Усне имам да га љубим
- Горан Герин - Нема више твог дјечака
- Индекси – Моја Хана
- Јадранка Стојаковић - Гледаш ме тако чудно
- Кићо Слабинац - Ја каква је на Бембаши трава
- Ксенија Еркер - У прољећу остани мом
- Лео Мартин - Седам година
- Маја Оџаклијевска - Мјесечев сан
- Мишо Ковач - Рањено је срце моје
- Неда Украден - Ја и ти
- Пепел ин кри - Мађија
- Резонанса - Хајде, душо, да играмо мало

### 1977. године
- Индекси – У једним плавим очима (аутори: Енес Бајрамовић; Мишо Марић), Златна лира - победничка песма
- Фадил Тоскић - Пођи право, друга награда публике
- Про арте - Јасмина, трећа награда публике
- Амбасадори (вокал Јасна Госпић) – Дођи у пет до пет
- Горан Герин - Не дам да одеш
- Група 777 – Пробуди се, драгане
- Зденка Ковачичек - Вјеровао ти или не
- Исмета Крвавац - Између јаве и сна
- Кемал Монтено - Љубавна бол
- Лео Мартин - Касно смо се упознали
- Махир Палош - Ти си жена коју сањам сваке ноћи
- Неда Украден - Пожури ми, драгане
- Оливер Драгојевић - Ако изгубим тебе
- Про арте – Јасмина
- Пепел ин кри - Шта може она, могу и ја
- Радојка Шверко – Растанак ипак није лак
- Резонанса - Нека свијет буде оркестар

### 1978. године[4]
- Фадил Тоскић - Запалио сам пламен, прва награда публике, Златна лира - победничка песма
- Индекси - Испили смо златни пехар, друга награда публике
- Исмета Крвавац - Добро дошао у живот, трећа награда публике
- Сеид Мемић Вајта - Само једном срце воли (Златни микрофон за најбољу интерпретацију)
- Бисера Велетанлић - Јесен умире на води, награда стручног жирија
- Мишо Ковач - Да тебе нема, награда за најбољи текст
- Далибор Брун - Ја остајем с тобом, награда за аранжман
- Алма Екмечић – Скрени лијево
- Амбасадори (вокал Јасна Госпић) – Имам један страшан план
- Група 777 - Три слатка дана
- Група Македонија - Има једна дјевојка
- Група Сунцокрет - Ноћна птица
- Јадранка Стојаковић - Тамо гдје сам ја
- Кемал Монтено – Није хтјела
- Махир Палош - Пријатељи
- Неда Украден - Вјеруј ми, душо моја
- Селвер Брдарић - Дио сунца

### 1979. године
- Габи Новак - Што је љубав, Златна лира - победничка песма
- Оливер Драгојевић – Данијела, друга награда публике
- Амбасадори (вокал Хари Варешановић) – Баш би било добро
- Драган Мијалковски - Написао бих песму
- Душко Локин - Има, има дана
- Индекси – Празне ноћи, а бескрајни дани / Живјела Југославија
- Јадранка Стојаковић - Ти и ја
- Кемал Монтено - Постоји ли мјесто
- Лео Мартин - Песмо моја
- Махир Палош - Сви нек' знају
- Мишо Ковач - Волио сам жену коју нисам смио
- Неда Украден - Још те волим (аутор: Корнелије Ковач)
- Нови фосили - Не оплакуј нас, љубави
- Сеид Мемић Вајта - Превари ме срце моје
- Сенад од Босне - Узео сам све у своје руке / Мислите мало на ме

### 1980. године
- Исмета Крвавац – Ја немам мира (музика: Јосип Слишко, текст: Мишо Марић), Златна лира - победничка песма
- Амбасадори (вокал Хари Варешановић) - Никад, никад ти нећеш знати
- Ватрени пољубац - Нека зна цијели свијет
- Драган Мијалковски - Живот за тебе
- Златко Пејаковић - Ником те не дам
- Индекси - Њене очи, усне, руке
- Јасна Госпић и Транспорт - Јунаци наших дана
- Камен на камен – Јаранице
- Кемал Монтено - За своју душу
- Махир Палош - Запјевајмо као никад
- Мики Јевремовић - Ја пјевам
- Мирзино јато - Ја бих друга да ме друга мази
- Мони Ковачић - Мистер Универзум
- Нови фосили - Никад више старо вино
- Оливер Драгојевић - Вечерња љубав
- Томаж Домицељ - Маша
- Фадил Тоскић - Погодила ме Аморова стријела

### 1981. године
- Сеид Мемић Вајта - Човјек без проблема, Златна лира - победничка песма
- Индекси – Бетонска брана, награда за аранжман
- Амбасадори (вокал Хари Варешановић) - Видимо се сутра
- Бисера Велетанлић - Он то зна
- Габи Новак - Једини мој
- Дејан Петковић - Сам
- Ибрица Јусић - Пјесма која није важна
- Исмета Крвавац – Добро јутро (аутор: Кемал Монтено)
- Јадранка Стојаковић - О том потом (аутор: Јадранка Стојаковић)
- Кемал Монтено – Теби је лако
- Маја Оџаклијевска - Тако мора бити
- Махир Палош - Само је она стајала на вјетру
- Мери Цетинић - Како звони твоје име
- Неда Украден - Ожењен је (аутор: Ранко Бобан)
- Пепео у кри - Гласајте за нас
- Стијене - Истина

### 1982. године
- Сеид Мемић Вајта – Наша писма, Златна лира - победничка песма (број гласова: 1088)
- Кемал Монтено – Доли Бел, друга награда публике (број гласова 992)
- Индекси – Моја мала Ана, трећа награда публике (број гласова: 871)
- Неда Украден - Не буди ме ноћас (Златни микрофон за интерпретацију)
- Ибрица Јусић - Маријета (награда за најбољи текст)
- Група Ким - Звјездано небо (награда за аранжман)
- Група Босански лонац – Признајем да сам те вољела
- Зденка Вучковић - Под липовим цвијетом
- Исмета Крвавац - Љубав нема боље дане
- Љупка Димитровска - Бит ће боље
- Маја Оџаклијевска - Срећо, реци
- Махир Палош - Сањај оно, што је могло бити
- Мики Јевремовић - Заљуби се
- Мони Ковачић - Буди мој друг
- Оливер Драгојевић - Госпојице, липо дете
- Стијене - Џенис

### 1983. године
- Оливер Драгојевић - Моје прво пијанство (1. награда публике, 1. награда жирија, награда за најбољи текст, Златни микрофон за интерпретацију)
- Неда Украдена - Не вјеруј, трећа награда публике
- Аска - Поред мене
- Верица Ристевска - Ја доносим ипак нешто
- Група Макадам - Вјерујем у тебе
- Дубравка Јусић - Мало ја, мало ти
- Жељко Самарџић и група Рондо - Имена нису важна
- Зденка Вучковић - Заспала сам за клавиром
- Индекси - Поздрави Соњу
- Исмета Крвавац - Пусти ме на миру
- Јасна Госпић – Сузе сад ништа ми не значе
- Кемал Монтено - Вријеме киша
- Махир Палош - Одлазе љубави
- Мони Ковачић - Не окрећи се
- Сунчеве пеге - Причај о нама

### 1987. године
- Радојка Шверко - Не љуби ме више никада у тами, Златна лира - победничка песма
- Алма Екмечић – Мајке ми
- Амила Сулејмановић - Да сам ко бонбона од меда и чоколаде
- Ана Сасо - Не могу све да ти дам
- Бранка Кранер - Кај нај стојим
- Група 777 - Зар и ти
- Дејан Петковић - Због нас
- Жарко Мамула - Пробуди ми срце
- Изолда и Елеонора Баруџија - Слободна
- Индеки - Имаш ме на души
- Исмета Крвавац - Биће опет добро, душо
- Јадранка Стојаковић - На друмовима Срема
- Јасна Госпић - Води ме
- Кемал Монтено - Живјела слобода
- Махир Палош - Чувар љепоте
- Мери Цетинић - Задњи плес
- Мери Трошељ - Пусти ноћ нек' царује
- Мило Хрнић и Либертас - Невјерница
- Сандра Стеић - Заборави моје име
- Сеид Мемић Вајта - Одлазим (не питам зашто ме не волиш)
- Симона Вајс и Стане Видмар - Траг љубави
- Стојанчо Андонов Тонка - У твојим сам рукама
- Хазард - Оријент експрес
- Хладна браћа - Хеј, хеј дјевојчице

### 1988. године
- Јасна Злокић – Ноћ и дан, Златна лира - победничка песма
- Оливер Драгојевић - Један од многих, друга награда публике
- Јадранка Стојаковић – Голубе, трећа награда публике и награда за најбољи текст
- Мики Јевремовић - Александра (награда жирија за најуспешнију композицију)
- Амила & Лејла – Без тебе, награда за аранжман
- Весна Ивић - Влакови с југа
- Група Стијене - Плес на киши (Златни микрофон за најбољу интерпретацију)
- Група Интервал - Немој мене будити
- Група Карамела - Жеља
- Група Cod - Зар можеш да ме превариш
- Ђурђица Барловић - Ако икада одеш
- Жарко Мамула - Идемо до звијезда
- Исмета Крвавац - Плави јорговани
- Кемал Монтено - Како да те заборавим
- Крунослав Слабинац – Тихо, тихо успомено
- Маја Оџаклијевска - Обала љубави
- Марјан Мише - Путовање с тобом
- Мери Цетинић - Ако је живот пјесма
- Мило Хрнић и група Либертас - Пожурите, коњи бијели
- Хелена Благне - Која је боја у моди
- Сеид Мемић Вајта - Лејла, пада снијег
- Сенад од Босне – Бистре воде Босном теку (1. место, касније изгубљено због купљених карата)

### 1993/94. године
(Шлагер за 1993. – одржано у студију РТВ СА јануара '94. )
- Жељка Катавић Пиљ – Теби, 4 златне лире
- Драгана Глумац - Лоша ријеч

### 1999. године
- Хари Варешановић - Старац и море (победник, одузета победа због плагијата)
- Дино Мерлин & Беатрис – Путници (другопласирана песма, изабрана за Евровизију)
- Севен Ап - Нестају Принчеви / Дај, спусти (трећепласирана песма)
- Андреј Пуцаревић и Романа Панић - Сузе за крај
- Бит хоус - Кунем те ја
- Дражен Жерић - Провео бих живот испод мостова
- Дуња Галинео и Нурудин Ватрењак - Буди ту
- Елвана Дучић - Признат ћу ти све
- Елдин Хусеинбеговић - Волио, оболио
- Жељка Катавић Пиљ - Бог ми је свједок
- Зејнаида Месиховић - Дала бих ти живот
- Игор Вукојевић - Глумица
- Круг - У ритму новом
- Плави оркестар - Шампион
- Сања Волић - Једини, љубим те
- Сарајевска ружа - Жеља
- Сеид Мемић Вајта – Старе мелодије

## Епилог
Посљедњи Шлагер сезоне одржан је 1999. године, а био је то и босанскохерцеговачко такмичење за песму Евровизије. Победник фестивала био је Хари Мата Хари са песмом "Старац и море", док су Босну и Херцеговину на Евросонгу у Јерусалиму представљали другопласирани Дино Мерлин & Беатрис са песмом "Путници".